# Masuma Sultan Begum (moglie di Babur)
Masuma Sultan Begum (... – Kabul, 1508) è stata una principessa mongola della dinastia timuride, quarta moglie di Babur, futuro imperatore Moghul.

## Biografia
Masuma era la quinta e ultima figlia di Ahmed Mirza, sultano di Samarcanda, e della sua quinta consorte, Habiba Sultan Begum, nipote del sultano Husain Aghun. Una delle sue matrigne era Mihr Nigar Khanum, zia materna di Babur, il quale era anche suo cugino paterno. Delle sue quattro sorellastre, una, Aisha, aveva sposato Babur per poi divorziare da lui, mentre altre due ne avevano sposato i fratelli. Una cugina, Zainab, aveva pure sposato Babur, ma era morta in breve tempo. 
Nel 1507, Masuma e sua madre scapparono a Herat dopo la caduta di Samarcanda. Babur la incontrò a Khosran, mentre visitava un parente che viveva lì. Nello stesso anno, la chiese in moglie tramite quel parente e Payanda Sultan Begum, moglie del sultano Husayn Mirza Bayqara. Il matrimonio avvenne a Kabul nel 1507. Masuma era la moglie secondaria, subordinata alla favorita Maham Begum. 
Un anno dopo, Masuma morì di parto. Alla bambina venne dato il nome della madre in suo onore. 

## Discendenza
Masuma ebbe da Babur una sola figlia: 
- Masuma Sultan Begum (nata nel 1508). Venne chiamata in onore di sua madre, morta mettendola al mondo.